# سیارک ۲۳۷۴

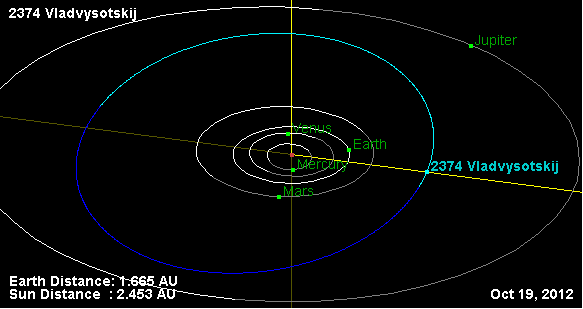
نمایی از محل قرارگیری سیارک ۲۳۷۴ در مدار – ۲۰۱۲

سیارک ۲۳۷۴ (به انگلیسی: 2374 Vladvysotskij، نامگذاری:1974QE1) دو هزار و سیصد و هفتاد و چهارمین سیارک کشف شده‌است که در ۲۲ اوت ۱۹۷۴ کشف شد.
قدر مطلق سیارک برابر ۱۱٫۵۰ است.